# Scott Erskine
Scott Thomas Erskine (San Diego, California, 22 de diciembre de 1962 - San Quentin, California, 3 de julio de 2020) fue un asesino en serie estadounidense condenado en 2003 por el asesinato de dos niños en 1993. Fue encarcelado en la prisión estatal de San Quintín en 2004.  Falleció a causa de complicaciones con COVID-19 mientras esperaba el día de su ejecución.

## Biografía

### Primeros años
Erskine creció en el sur de California. Cuando tenía cinco años se lanzó al tráfico en una autopista de Long Beach y fue atropellado por una camioneta, permaneciendo en coma durante sesenta horas. Aunque físicamente parecía recuperado, se quejaba frecuentemente a su madre de dolores de cabeza y experimentaba momentos de ausencia en los que no podía recordar lo que había hecho por última vez. A la edad de 10 años empezó a acosar sexualmente a su hermana menor.
Pronto comenzó a abusar sexualmente de sus amigos, amenazándolos con matarlos si se lo contaban a alguien. Erskine asistió a la escuela Southwest Junior High School en San Diego, California, donde a menudo era reprendido por su errático comportamiento. A los 15 años se escapó de un centro de detención juvenil y violó a una menor de 13 años. A la mañana siguiente atacó con un cuchillo a una corredora de 27 años.

### Crímenes y captura
En 1980, mientras se dirigía a una entrevista para el puesto de consejero de un campamento, Erskine golpeó a un chico de 14 años hasta dejarlo inconsciente durante un intento de violación y fue capturado por las autoridades, violando a uno de los reclusos mientras estaba detenido. A pesar de las súplicas de su madre para que enviaran a su hijo a una institución mental, Erskine fue condenado a cuatro años de prisión, saliendo con libertad condicional en 1984.
En 1993 Erskine llevó a su casa a una mujer que esperaba el autobús y la mantuvo como rehén durante varios días, violándola y sodomizándola repetidamente antes de dejarla en libertad. Por este acto fue nuevamente arrestado y declarado culpable de violación y secuestro, recibiendo una condena de 70 años.
En marzo de 2001 una unidad policial de San Diego reabrió la investigación de los asesinatos no resueltos de Jonathan Sellers, de 9 años y Charlie Keever, de 13 años, ocurridos en 1993. La policía analizó hisopos de algodón tomados de la boca de Keever en el momento de la muerte, los cuales contenían semen. La muestra de ADN se introdujo en el CODIS y se comparó con la de Erskine.

### Juicio

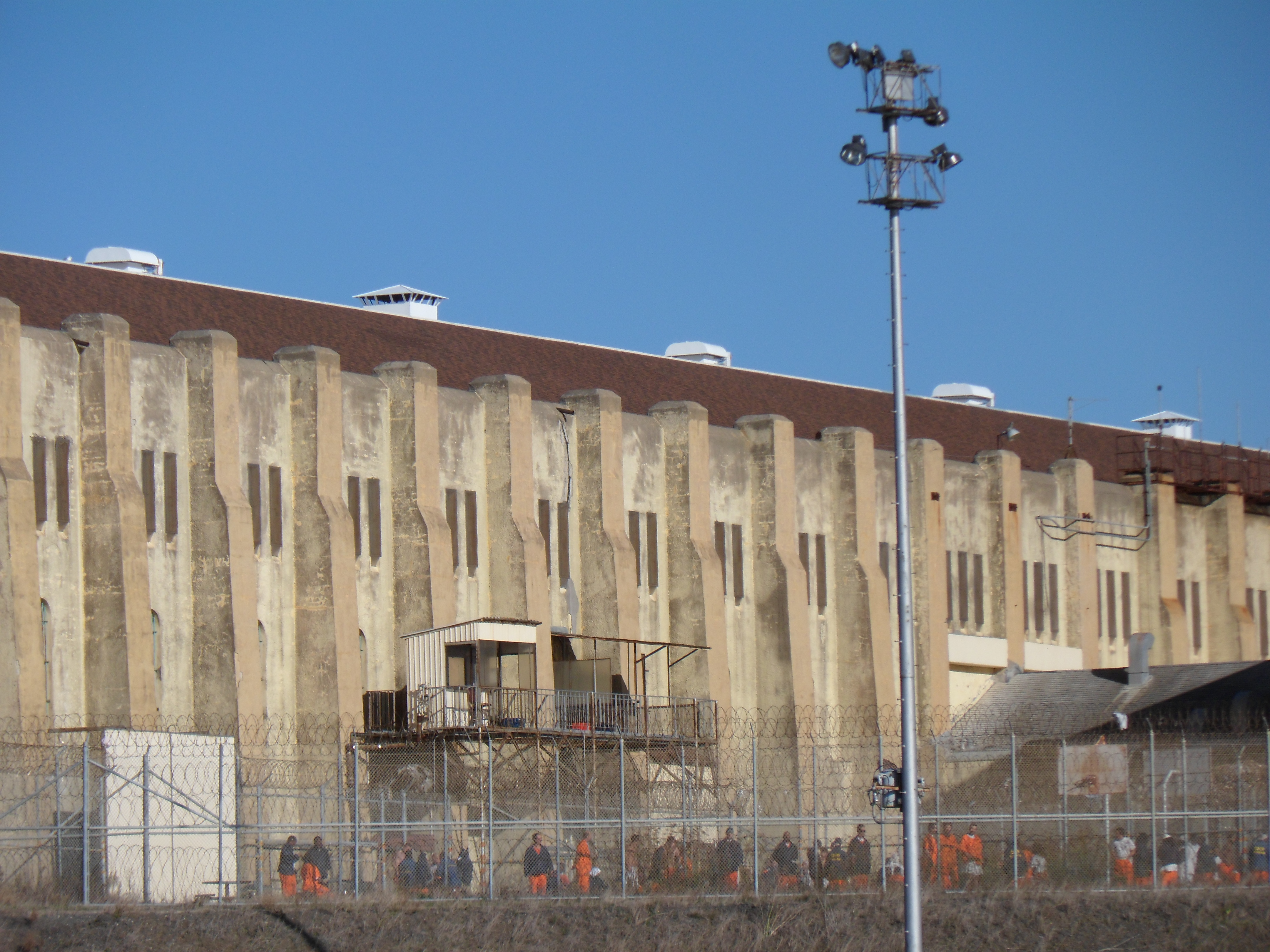
Erskine fue trasladado a la prisión de San Quintín en 2004

En septiembre de 2003, Erskine fue llamado a juicio por los dos asesinatos. A los jurados se les mostraron fotos de la escena del crimen: Sellers aparecía desnudo de cintura para abajo, con las piernas y los brazos atados con una cuerda y la boca amordazada. Sus genitales mostraban signos evidentes de agresión sexual y una soga fue atada alrededor de su cuello. En el suelo estaba Keever, con la cabeza apoyada en un montón de su ropa y la de Sellers. También estaba desnudo de cintura para abajo, con las piernas y los brazos atados, la boca amordazada y los genitales sangrando por las extensas marcas de mordeduras. El patólogo determinó que Charlie Keever estaba vivo cuando se le hicieron las mordeduras. El ADN de Erskine también se encontró en dos colillas de cigarrillo encontradas cerca de los cuerpos.
El abogado de oficio de Erskine nunca negó su culpabilidad, pero se centró en el accidente de coche de Erskine cuando tenía 5 años. El abogado declaró que su defendido fue víctima de serias lesiones cerebrales que disminuyeron su capacidad para discernir el bien y el mal.
El 1 de octubre de 2003 el jurado declaró a Erskine culpable de asesinato; sin embargo, no pudieron ponerse de acuerdo sobre la sentencia. Once jurados votaron a favor de la pena de muerte, mientras que un jurado votó a favor de la cadena perpetua. El juez declaró la nulidad del juicio en la fase de la pena.
En abril de 2004 Erskine se presentó ante un segundo jurado para decidir su castigo por el asesinato. Este jurado emitió un veredicto de muerte. El 1 de septiembre de 2004, un juez de California confirmó el veredicto del jurado y le dio a Erskine la pena de muerte, siendo trasladado a San Quintín seis días después.
Investigadores de Florida compararon el ADN de Erskine en el caso no resuelto de Renee Baker, de 26 años, asesinada el 23 de junio de 1989. El criminal, quien vivía en el condado de Palm Beach, Florida en ese momento, admitió haber violado y asesinado a Baker. Las autoridades de Florida sospechan que Erskine puede estar relacionado con otros homicidios sin resolver.

### Fallecimiento
Falleció el 3 de julio de 2020 después de contraer el COVID-19 en San Quintín durante la pandemia por coronavirus en Estados Unidos. Tenía 57 años.